# 浸信會神學院
美南浸信會為造就教會人才，協助各地區浸信會建立有多所神學院，東亞地區包括菲律賓浸信會神學院（PBTS），香港浸信會神學院（HKBTS），台灣浸信會神學院（TBTS），馬來西亞浸信會神學院（MBTS），新加坡浸信會神學院（SBTS），印尼浸信會神學院（IBTS），韓國浸信會大學神學院（KBTUS），泰國浸信會神學院（TLBTS）及日本浸信會神學院（JBTS）等。